# 条纹毛兰
条纹毛兰（学名：Eria vittata）为兰科毛兰属下的一个种。

## 扩展阅读
- 維基物種上的相關：条纹毛兰